# Трис(триметилсилил)амид
Трис(триметилсилил)амид — химическое соединение
с формулой [(CH3)3Si]3N,
бесцветные кристаллы.

## Получение
- Реакция бис(триметилсилил)амида натрия и триметилхлорсилана:

{\displaystyle {\mathsf {NaN[(CH_{3})_{3}Si]_{2}+(CH_{3})_{3}SiCl\ {\xrightarrow {}}\ [(CH_{3})_{3}Si]_{3}N+NaCl}}}

## Физические свойства
Трис(триметилсилил)амид образует бесцветные кристаллы,
не разрушается в воде и щелочах,
реагирует со спиртами и кислотами.
Растворяется в инертных органических растворителях.